# Запоте де Пикачос (Тепик)
Запоте де Пикачос (шп. Zapote de Picachos) насеље је у Мексику у савезној држави Најарит у општини Тепик. Насеље се налази на надморској висини од 590 м.

## Становништво
Према подацима из 2005. године у насељу је живело 6 становника.

### Хронологија
| Година       | 2000          | 2005 |
| ------------ | ------------- | ---- |
| Становништво | 129 (71 / 58) | 6    |

### Попис
| # | Индикатор                        | Вредност |
| - | -------------------------------- | -------- |
| 1 | Укупно појединачних домаћинстава | 1        |